# Alice Sotero
Alice Sotero (Asti, 28 maggio 1991) è una pentatleta italiana.
Ha rappresentato l'Italia a due edizioni dei Giochi olimpici estivi: Rio de Janeiro 2016 e Tokyo 2020, ottenendo un settimo ed un quarto posto nell'individuale. Ha conquistato un bronzo (nella prova a squadre del 2017), un argento e un oro mondiale (nel 2023), oltre a due ori (di cui uno individuale, ottenuto nel 2023) e due bronzi continentali. Vanta inoltre diversi piazzamenti a podio in Coppa del Mondo.

## Biografia
Il 3 giugno 2022 ha avuto una figlia di nome Ginevra.

### Stagione 2017
Il 26 marzo 2017 riesce per la prima volta a salire sul podio in Coppa del Mondo grazie al terzo posto conquistato al Cairo. Il 29 maggio 2017 raggiunge il risultato più significativo in Coppa del Mondo aggiudicandosi la prova di Coppa del mondo a Drzonków in Polonia. Il 24 luglio 2017 è quinta ai Campionati Europei di Minsk (BLR) e dopo il sedicesimo posto dei Mondiali del Cairo, il 22 ottobre 2017 è splendida seconda nella Champions of Champions di Doha.

### Stagione 2018
La stagione sportiva 2018 inizia subito con il secondo posto nella Coppa del Mondo di Los Angeles (USA) conquistato il 1 aprile 2018. Dopo la seconda prova di Coppa del Mondo a Sofia (BUL) dove è quattordicesima e la finale di Coppa del Mondo svoltasi ad Astana (KAZ) conclusa in diciannovesima posizione, la preparazione si concentra sui Campionati del Mondo di Città del Messico (MEX) dove il 15 settembre 2018 è dodicesima, migliorando il diciannovesimo posto degli Europei di Szekesfehervar (UNG) del 23 luglio 2018 dove si era presentata con la migliore condizione fisica fino a quel momento, tradita soltanto da dettagli nelle discipline tecniche.

### Stagione 2019
La stagione 2019 risulta determinante per la qualificazione olimpica ed inizia il 3 marzo 2019 con la Coppa del Mondo del Cairo (EGY) dove chiude sedicesima. Si riscatta immediatamente salendo sul terzo gradino del podio nella prova di Coppa del Mondo di Sofia (BUL) il 14 aprile 2019. Il 27 maggio 2019 non va oltre un diciannovesimo posto nella Coppa del Mondo di Praga (CZE) ed un quattordicesimo posto nella finale di Coppa del Mondo a Tokyo il 30 giugno 2019, dove svanisce la prima carta olimpica nominale. Malgrado una condizione fisica eccezionale ai Campionati Europei di Bath (GBR) il 13 agosto 2019 non va oltre un ventiduesimo posto con il quale scivolano via altre otto carte olimpiche. Infine, l'8 settembre 2019 con diciottesimo posto dei Campionati del Mondo di Budapest (UNG) ed altre tre slot olimpiche mancate, il percorso di qualificazione prende una piega difficoltosa.

### Stagione 2020
La stagione 2020 è incentrata totalmente sull'inseguimento della qualificazione ai Giochi Olimpici attraverso il sistema del Ranking e parte alla grande con una gara eccezionale, il 2 marzo 2020, nella prova di Coppa del Mondo del Cairo (EGY) dove giunge quinta ad un soffio dal podio. La pandemia purtroppo vede annullare progressivamente tutte le prove di qualificazione olimpica e con esse anche il posticipo dei Giochi di Tokyo.

### Stagione 2021
Il rientro alle competizioni dopo la pandemia non è dei migliori e il 28 marzo 2021 non va oltre un opaco quarantatreesimo posto nella Coppa del Mondo di Budapest (UNG). Come d'abitudine il riscatto avviene immediatamente dopo nella Coppa del Mondo di Sofia (BUL) dove l'11 aprile 2021 è settima e vede riaccendersi la speranza di qualificazione alle Olimpiadi grazie al Ranking. Ma è con il settimo posto della finale di Coppa del Mondo di Szekesfehervar (UNG) che il 16 maggio 2021 si arriva alla certezza della partecipazione ai Giochi Olimpici di Tokyo 2020. Il ventitreesimo posto dei Mondiali del Cairo del 16 maggio 2021 sono solo una preparazione per lo straordinario risultato ottenuto a Tokyo dove con il quarto posto finale di venta la pentatleta italiana di maggior prestigio. Dopo aver digerito la delusione per il quarto posto olimpico, decide di proseguire la sua carriera sportiva puntando a Parigi 2024 dove sogna un'altra rivincita.

## Palmarès
- Mondiali:

Il Cairo 2017: bronzo nel pentathlon moderno a squadre.
Bath 2023: oro nel pentathlon moderno a squadre, argento nel pentathlon moderno individuale.
- Europei

Szekesfehervar 2014: bronzo nel pentathlon moderno a squadre.
Bath 2015: bronzo nel pentathlon moderno a squadre.
Minsk 2017: oro nel pentathlon moderno a squadre.
- Giochi europei

Cracovia 2023: oro nel pentathlon moderno individuale.